# Катедрала у Ремсу
Нотр-Дам у Ремсу је катедрала града Ремса који се налази источно од Париза. У катедрали Нотр-Дам у Ремсу је крунисано 25 француских краљева од Луја VIII 1223. до Шарла X 1825, док је 1429. у присуству Јованке Орлеанке крунисан Шарл VII. Градња је започета 1211. под покровитељством надбискупа Ремса, а катедрала је требало да замени претходну цркву која је изгорела у пожару 1210. Радове су надгледали четири различита архитекта (мајстора). Главни радови су трајали око 80 година, док су се надградње и декоративни радови одвијали током наредних векова.
Катедрала је дугачка 149 m, а унутрашња дужина је 139 m и заузима површину од 6.650 m2. На катедрали се налази 2.230 статуа. Куле на западној страни грађевине су високе по 81 метар, док је трансепт висок 61 метар.
Градња тако велике катедрале је представљала оптерећење за грађане јер је градња финансирана од пореза. Наиме, свештенство катедрале је давало опроштајнице онима који су помагали фонд за изградњу, што је био део агресивне кампање за скупљање новца коју су грађани одбацили. Године 1223. дошло је до застоја у градњи кад су грађани напали надбискупову палату и натерали надбискупа и свештенство да беже. Овај случај је разрешен интервенцијом папе и краља који је жестоко казнио побуњенике.
Источна страна зграде са пет капела је скоро исте висине као и трансепт што даје катедрали компактност која се ретко среће. Ово јединство је наглашено употребом истих прозора у бочном крилу зграде и на свештеничком спрату, као и употребом розета на западној фасади и порталима. Раскошно богатство облика украшава грађевину. Зграда делује здепастије споља него у унутрашњости због торњева западне фасаде који нису завршени већ је изграђен само први спрат кула. Западна страна катедрале се састоји од три портала која су окружена луковима са скулптурама, розетама и два куле. Три портала са шиљатим луковима дубоко су усечена у зид и део изнад архиволти и саме архиволте шиљатог лука декорисани су прекрасним фигурама. Цела катедрала је опасана фино украшеним носећим конструкцијама. Катедрала је врло богата скулптуралним украсом: свеци и апостоли су смештени на улазима, шиљати лук над порталом садржи фигуре анђела, док је простор изнад врата између лукова портала приказује библијске сцене. Чувена је скулптура анђела са ове катедрале. Од богатих витража који су првобитно красили зграду је сачуван део док је други део сачињен у 20. веку. Због скулптура које красе катедралу нарочито на спољашњости и изузетним витражима, катедрала Нотр-Дам у Ремсу је једно од уметничких ремек-дела француске готике.
Катедрала у Ремсу је значајно оштећена у Другом светском рату, а нарочито током Првог светског рата кад су немачки војници освојили и опљачкали Ремс. Немачка војска је заузела узвишења око града, одакле је током 4 године бомбардовала град, при чему су оштећене многе зграде, па и катедрала. У Ремсу је 1945. године у штабу савезничке војске Немачка потписала безусловну капитулацију. Катедрала је комплетно рестаурисана у периоду од 1918. до 1937. Године 1991. уврштена је у УНЕСКОву листу светске културне баштине.
Богородичина катедрала у Ремсу (Notre–Dame de Reims), ремек дело готичке уметности, где су се краљеви Француске крунисали, је један од првих споменика регистрован у UNESCO-в списак светске баштине. Сваке године је обиђе више од милион посетилаца. 2011. Катедрала обележава свој осамстоти рођендан.
Катедрала је била центар црквиног комплекса и представљала је Небески Јерусалим за људе средњег века, такође је била центар и симбол архиепископске моћи, као надбискупија за неколико епархија северне Француске.
Грађена између 1211. и 1516. у складу са архитектонским програмом са огромним уметничким богатством, катедрала Ремса је преживела као један од најлепших примера готичке уметности.
Са сјајним фасадом неједнаких димензија, њену унутрашњост карактерише изразита вертикалност, богатство пластике и изузетан квалитет градње.
У овој катедрали се чува Ремско јеванђеље над којим су крунисани краљеви, које је донела Ана Кијевска удајом за Анрија I 1051. године. Написано је на црквено-словенском језику ћирилицом и глагољицом.

## Градња
је највероватније започела 1211. и наставила се кроз наредна три века, али је остала недовршена: шиљци на кулама који су првобитно планирани, никада нису урађени. Архитектура је карактеристична за високу готику и представља равнотежу између архитектуре зреле и еволуиране декоративности позне готике. Грађевина представља класику тог доба којој су успешни грађевинари остали верни током деценија, очувавши, највише што су могли, архитектонску визију усвојену на почетку градње.
Први сакрални објекат на овом месту је саграђена на самом почетку петог века. Била је то скромна грађевина, која је касније дограђивана и увећавана, прво за време Каролинга, а после и почетком дванаестог века у стилу ране готике. Страдала је у пожару 1210. године и убрзо затим је потпуно сравњена. Хор је грађен од 1211—1241. По општем је веровање, мада се неки историчари и даље споре око тога да је градња нове катедрале започета 1211, камен темељац је поставио архиепископ Обри од Хумбера, 6. маја, на дан годишњице од пожара. Прва фаза била је изградња хора, трансепта и задњег распона главног брода, што је завршено до 1241. Рад на западној фасади настављен је у другој половини тринаестог века. По стилу фасаде, пошто архивских извора нема, може се закључити да је портал завршен око 1270, а горњи делови розете до краја тринаестог века. Централни делови и они на југу са галеријом краљева, који су направљени изнад розете, завршени су почетком XIV века.
Више од техничке еволуције, готика је значајно усавршила знања о техничким карактеристикама материјала. Иако камен доминира, катедрала не би постојала без бројних других материјала. Стакло је веома много коришћено у стотинама квадратних метара витража на прозорима, међутим данас је готово сво стакло са нижих прозора ново, пошто је оригинално нестало у вандализмима и ратовима током 18. века.
Током рестаурације је откривено да су све скулптуре биле бојене светлим бојама, како би запале за око и истакле реализам у свакој фигури. Изненађујуће је да боја никада није обнављана нити поправљана, једноставно је пуштена да избледи, за разлику од сличних споменика, као што је катедрала у Амиену.

## Унутрашњост
Унутрашња елевација је невероватна за утисак вертикалне напетости горњег потиска и релативне смањености волумена и има само једнострани пролаз. Подела на три нивоа је типична за архитектуру 13. века: велике аркаде при земљи, трифоријум и велики, високи прозори. У три пролазне галерије, уобичајене за слична здања, имамо две висине: парапетном пролазу на врху оквирних зидова са пролазом поред база високих прозора, средине и трифоријума, додају се унутрашњи пролази код основа ниских прозора. Сваки од ових пролаза омогућава обилазак около целог здања.
Прозор. Следећа архитектонска посебност је тачност основних тачака летећи подупирача, готово истоветност унутрашњих ослонаца, као и широка употреба потпорних стубова. Изнад свега, тзв, ремуа прозор дефинише архитектуру катедрале. Овај прозор се састоји из две ланете окружене са шестоделном розетом. Конструкција овог прозора је независна од архитектуре која је окружује. Од Ремса, такозвано прозорско постоље постаје, по први пут у историји архитектуре, основни елемент грађевине.
Фасада. Архитектонски план за фасаду, на почетку био замишљен да буде као код њених претходника, катедрала у Нојону, Паризу и Лаону, али је радикално промењен између 1250. и 1260, доласком нове генерације градитеља, па је следствено томе еволуирао у зрелије уметничко остварење, а димензије фасаде никада нису уједначене. Портал приказује илузионистичку композицију, где су строге линије камуфлиране свуда присутном скулптуром, док се забат издваја из фасаде као монументални заклон.

## Скулптура
Ако готичка уметност постиже, у катедрали у Ремсу, једно од најсавршенијих израза, онда је то захваљујући и изузетној употреби нових техника и хармонијском јединству архитектуре и скулптуре. Богатство ове скулптуралне групе је далеко чувено. Никада пре уметници нису били толико успешни у оживљавању камена. Славни "Ange au Sourire" – Насмејани анђео, Свети Јосиф и Слуга, су постали слободни ликови. Иако статуе изгледају сада као одређени унификовани израз средњовековне мисли, ипак није лако разумљиво коју поруку су намеравали да пренесу из вајарства са тако комплексним сценама. Даља хронологија не може у потпуности да објасни стлистичку разноликост скулптура, а такође се мора узети у обзир и особеност сваког уметника, о којима се тако мало зна.

## Христифорос
Прва скулптура је смештена на десном раму јужног портала западне фасаде. Величанствена монументална статуа представља шест пророка, а датована је на 1215, на самом почетку изградње. Ове скулптуре веома личе на оне са северног портала трансепта Катедрале у Шартру, међутим фигуре у Ремсу имају супериорнију физичку лепоту, баш као и прави осећај за покрет.
Анђели са прве скулптуре на chevet – у (назива се још и Зрачна капела -Radiating Chapel, полукружна апсида на истоку, везује се искључиво за француску готику) показује другачији приступ. Састоји се од анђела, испод кровног венца капеле, и свих скулптура са фасаде портала северног дела трансепта. Скулптуре су прецизно датоване на 1220. Стилови варирају, а разлике у квалитету су велике, као да су уметници још увек тражили свој особити стил у време раног периода изградње. Анђели су приказани у префињеној елеганцији, класичне лепоте тога времена, а други слични примери се могу пронаћи на порталима западне фасаде. Неки су приказани са дискретном слободом покрета, што је била новина за рани тринаести век.
Портали на северној страни трансепта. Статуе стубови са централног портала – Портал Светаца – држање им је слично анђелима са капеле, често пуно дрхтавих покрета. Оно што издваја ове портале је засигурно квалитет рељефне скулптуре на тимпанонима, осликавајући живе сцена у пажљивим композицијама. Праведно прослављено Ускрснуће мртвог на порталу Пресуде - леви портал - је дирљиво сведочење уметничке осећајности, у приказу акта и у погледу покрета. На дну сцене су Апостоли, чије је ранији лик тешко пронаћи, пошто је било много могућих модела, једноставно се називају стилом 1200 их, а могући модели су Шартр или Мосана.
Beau-Dieu – добри Бог (Пастир бонус, Христ) и скулптуре са горњих делова трансепта. Поредећи статуе-стубове са централног портала са статуом Христа на тримоу, може се запазити велика разлика. Христ је сигурно први израз онога што ће постати велики ремуа стил вајара следеће генерације (1230—1245). Поштовање према природном је приказано на овој статуи: величанствена дубина драперије, истовремено смирен и чврст, грандиозност тела, смиреност и решеност на лицу, добро моделовано. Често га пореде са Beau-Dieu из Амиена, па иако је иконографија слична, стил и општи утисак који оставља, су довољно различити да би их радио исти аутор или група. Моћни ремуа стил се види на Галерији Краљева, на статуи Адама и Еве и на онима који приказују Цркву и Синагогу, у нивоу розете трансепта.

## Западна фасада
Велики анђели са подупирача. Израњајући из западне фасаде, велики анђели са подупирача брода представљају уметничку еволуцију током година прве половине тринаестог века.
Први урађени делови западне фасаде, су рађени у неколико потпуно различитих стилова. Једна од најчувенијих радионица у Ремсу је била такозвана "Antiquisant" радионица, пошто је њихов стил трпео велики утицај од римских, чак и грчких модела. Радионица је урадила изванредну групу Чин божанске милости на централном порталу: мала, чврста, „влажних“ набора, јаких, реалистичних тела приметних испод драперије, одајући поверење, са физиономијом антике, смиреношћу и безвременошћу.
На фасади се такође може запазити утицај из Амиена. На два централна лика са сцена Увођења у Храм, на левој страни централног портала, примећује се идентична драперија као на трансепту, изрази су надмени, као удаљени, јасна, чиста, мека женска лица.
Радионица Ремуа (Remois). Бројни и вишеформни уметнички експерименти за време градње, заједно са претапањем у свеже идеје, посебно париске групе. Развој ће кулминирати у стварање правог, разноврсног локалног стила. Од више веома познатих примера ремуа групе, најпознатији је свакако "Ange au Sourire" – Насмејани анђео, на северном порталу и представља алтер-его централног портала. Направљен веома рано, око 1260, весник је будућег елегантног стила: издужено тело, савијено у куку, малом округлом главом са коврџавом косом и недвосмисленим смешком – незамисливо за скулптуру претходне генерације.
Увођење Светог Јосифа у Храм, на централном порталу, је још једно достигнуће овог новог стила ремуа групе. Комплексни покрети и природни изрази стварају, од његове разноликости и свеопште хармоније, сам врх скулптуралне уметности тринаестог века.
На горњим деловима портала, архиволтама, фасади и у нивоу розете, има неколико примера са спољним утицајима. Ремуа скулптори су ублажили париски модел и омекшали начин Амиена. Од тада па надаље, наставили би са тим смиреним стилом мало уздржаног става и независног израза.
Овде је једна специфична Ремуа карактеристика коју треба споменути: доследност античком утицају. Као што се може видети, присутан је на спољњем делу олтарске апсиде, тзв chevet-у, из двадесетих година тринаестог века и ауторитативно изражен на порталима фасаде из 1240. Овај утицаје се такође може видети у у одређеним фигурама на архиволтама јужног портала фасаде (1260—1270), као и на великим анђелима на западним подупирачима брода. (1280).

## Витражи
Регион Шампања-Арден има веома богато наслеђе старе стакларске производње. Иако је катедрала изгубила део оригиналних витража, и даље има неке изванредне примерке готичке уметности. Да би очувала ово наслеђе, држава је уложила како у рестаурацију очуваних витража, као и израду нових, тамо где су оригинали страдали. Сви новоизрађени витражи су урађени као реплике оригиналима.

## Розете
Велике розете су биле кулминација богате витражне групе Катедрале у Ремсу. Визуелно и литургијски представљају јединство свих ових радова. Две розете остају највеће достигнуће, круна, посебно у богатству своје форме.
Розета на северно делу трансепта. Тема ове розете је Стварање света. У средишњем окулусу представљен је Бог Отац, сјајна двадесетчетири медаљона у дуплом венцу. Унутрашњи део описује причу Адама и Еве, као и Каина и Авеља, док спољашњи приказују анђеле и душе Стварања. Рађена је у „сувом“, или „тврдом“ стилу, као супротност меком малтерским радовима. Завршена је око 1240.
Розета на западној фасади. Ова розета је посвећена величању Богородице, заштитнице Катедрале. Одважан дизајн фине мреже стакла представља једну од најлепших достигнућа тог времена, уједињујући иконографске теме Успења и Велике госпоине, одлазак Марије на Небо. У средишњем окулусу, Богородица је у полулежећем положају, а осликава се тренутак када испушта последњи дах, уз присуство апостола, у медаљонима унутрашњег венца. У следећем венцу анђели прате Марију у њеним последњим тренуцима. Старозаветни краљеви и пророци у врху ланцете, подсећају да је долазак Месије одавно оглашен. Приказ Христа који дочекује душу своје мајке, на уметку између лучних кракова, употпуњује дело. Начин на који су фигуре урађене, стил са великим степеном афектирања, дозвољава претпоставку за датовање розете на другу половину тринаестог века.